# Sven Johnson
Pour les articles homonymes, voir Johnson.
Sven Olof Johnson est un gymnaste artistique suédois né le 12 septembre 1899 à Norrköping et mort le 7 juillet 1986 à Skärblacka.

## Biographie
Sven Johnson fait partie de l'équipe de Suède qui remporte la médaille d'or en système suédois aux Jeux olympiques d'été de 1920 se tenant à Anvers.